# Lista de castros em Portugal classificados como Monumento Nacional
Esta é uma lista de castros localizados em Portugal classificados como Monumento Nacional, lista não exaustiva dos castros existentes em Portugal que estão classificadas oficialmente como Monumento Nacional, mas tão só dos que como tal se encontram registados na Wikidata.
Castros são os vestígios de antigas povoações do Noroeste da Península Ibérica, localizados especialmente no Norte de Portugal, na Galiza e em parte das províncias espanholas de Leão e Astúrias, designados também por citânias, castelos, cercas, cividades, etc. Estas estações arqueológicas correspondem de certo modo às ruínas de outros povoados primitivos que na Europa Central têm o nome de Ringwälle e nas Ilhas Britânicas de Hill forts.
Na primeira coluna desta lista, a designação em itálico significa que não existe artigo na Wikipédia sobre esse castro, existindo apenas a ficha (elemento/item/objecto) Wikidata.
A lista está ordenada alfabeticamente pela localização administrativa de cada castro.
| Designação                            | Imagem | Localização                                             | Coordenadas Geográficas     | designação do património | SIPA |
| ------------------------------------- | ------ | ------------------------------------------------------- | --------------------------- | ------------------------ | ---- |
| Castro dos Arados                     |        | Alpendorada, Várzea e Torrão                            | 41° 05′ 52″ N, 8° 13′ 38″ O | Monumento Nacional       | 3961 |
| Castro de Alvarelhos                  |        | Alvarelhos e Guidões                                    | 41° 18′ 03″ N, 8° 37′ 06″ O | Monumento Nacional       | 3811 |
| Castro de São Miguel de Amêndoa       |        | Amêndoa                                                 | 39° 40′ 05″ N, 8° 03′ 52″ O | Monumento Nacional       | 3369 |
| Ruínas da cidade velha de Santa Luzia |        | Areosa                                                  | 41° 42′ 19″ N, 8° 50′ 07″ O | Monumento Nacional       | 3626 |
| Castro de Bagunte                     |        | Bagunte, Ferreiró, Outeiro Maior e Parada               | 41° 23′ 01″ N, 8° 39′ 21″ O | Monumento Nacional       | 5394 |
| Castro de Sacóias                     |        | Baçal                                                   | 41° 51′ 47″ N, 6° 41′ 25″ O | Monumento Nacional       | 552  |
| Citânia de Briteiros                  |        | Briteiros São Salvador e Briteiros Santa Leocádia       | 41° 31′ 39″ N, 8° 18′ 57″ O | Monumento Nacional       | 1891 |
| Estação arqueológica da Pedra de Ouro |        | Carregado e Cadafais                                    | 39° 02′ 08″ N, 9° 02′ 07″ O | Monumento Nacional       | 6250 |
| Castro de Tintinolho                  |        | Faia                                                    | 40° 34′ 22″ N, 7° 17′ 15″ O | Monumento Nacional       | 3922 |
| Castro de Pragança                    |        | Lamas e Cercal                                          | 39° 12′ 22″ N, 9° 02′ 46″ O | Monumento Nacional       | 6282 |
| Castro de São Caetano                 |        | Longos Vales                                            | 42° 02′ 24″ N, 8° 26′ 38″ O | Monumento Nacional       | 3610 |
| Castro de Vila Nova de São Pedro      |        | Manique do Intendente, Vila Nova de São Pedro e Maçussa | 39° 13′ 11″ N, 8° 50′ 25″ O | Monumento Nacional       | 6278 |
| Castro do Monte Padrão                |        | Monte Córdova                                           | 41° 18′ 45″ N, 8° 26′ 57″ O | Monumento Nacional       | 5148 |
| Castro da Cola                        |        | Ourique                                                 | 37° 34′ 44″ N, 8° 18′ 02″ O | Monumento Nacional       | 6438 |
| Castro de Melgaço                     |        | Paderne                                                 | 42° 04′ 53″ N, 8° 16′ 33″ O | Monumento Nacional       | 9378 |
| Citânia de Sabroso                    |        | Sande São Lourenço e Balazar                            | 41° 30′ 41″ N, 8° 20′ 28″ O | Monumento Nacional       | 1072 |
| Citânia de Sanfins                    |        | Sanfins Lamoso Codessos                                 | 41° 19′ 23″ N, 8° 23′ 12″ O | Monumento Nacional       | 5093 |
| Castro do Zambujal                    |        | Santa Maria, São Pedro e Matacães                       | 39° 04′ 28″ N, 9° 17′ 09″ O | Monumento Nacional       | 6349 |
| Castro do Bom Sucesso                 |        | Tavares (Chãs, Várzea e Travanca)                       | 40° 37′ 59″ N, 7° 36′ 19″ O | Monumento Nacional       | 4797 |
| Cava de Viriato                       |        | Viseu                                                   | 40° 40′ 05″ N, 7° 54′ 36″ O | Monumento Nacional       | 3796 |
| Castro de Ázere                       |        | Ázere                                                   | 41° 51′ 29″ N, 8° 24′ 17″ O | Monumento Nacional       | 3588 |

∑ 21 items.